# سر بریدن

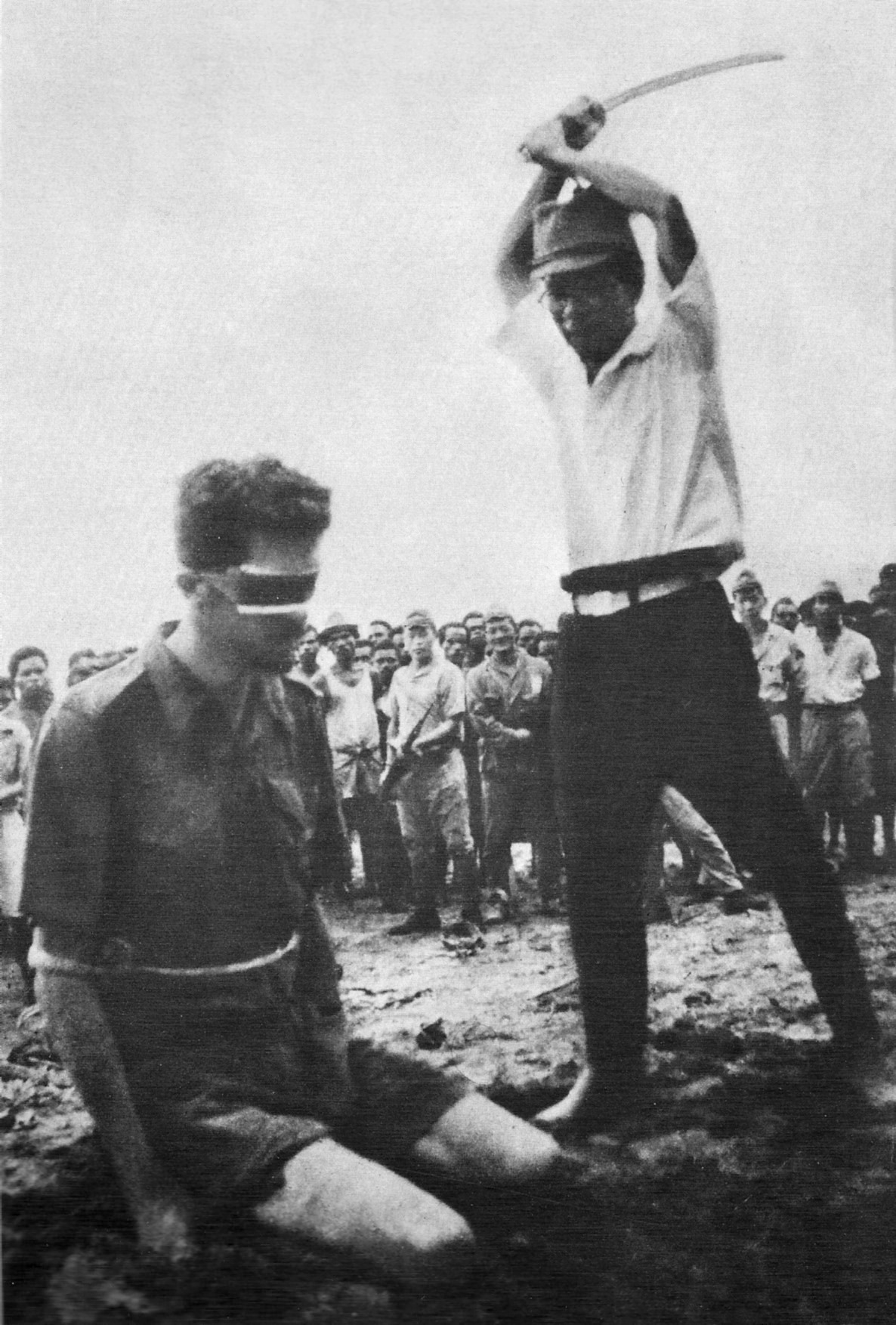
گردن زدن اسیر جنگی استرالیایی گروهبان لئونارد سیفلیت در گینه نو توسط سرباز ژاپنی ۱۹۴۳

گردن‌زدن یا سربُریدن روشی برای اعدام یا قتل است. در این روش سر فرد از ناحیه گلو و گردن با آلات برنده‌ای همانند چاقو بریده می‌شود؛ یا اینکه با شمشیر، قداره، تبر یا اشیاء برنده سنگین از پشت سر قربانی ضربه محکمی بر گردنش وارد می‌شود. در مراسم اعدام رسمی مجرم معمولاً با قاپوق ثابت نگه داشته می‌شود. برای انجام گردن زدن محکومان و مجرمان از گیوتین نیز استفاده می‌کنند.

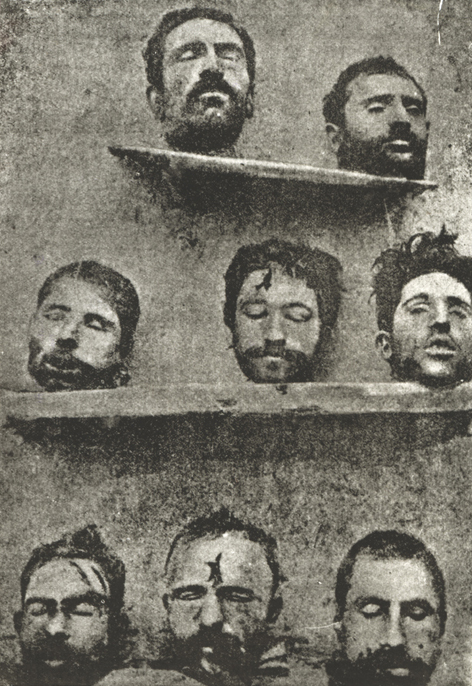
سر بریده‌شدهٔ هشت ارمنی در جریان نسل‌کشی ارمنی‌ها.

## روند قطع سر
در برخی موارد پس از قطع رگ‌های خونی و مرگ سر را جدا می‌کنند. اما برای قطع یکباره سر، این کار نیاز به نیروی قابل توجهی از سوی جلاد برای قطع سریع مهره‌های ستون فقرات دارد. در غیر اینصورت فرد قربانی که سرش بریده می‌شود، تا زمانی که همه بافت‌های عصبی‌اش قطع نشده باشند، دچار واکنش شدید عصبی شده و همراه با درد شدید به طرز فجیعی جان می‌سپارد.

## کاربرد در جهان کنونی
سربریدن یا گردن‌زدن در قوانین ملی کشورهای عربستان سعودی، قطر، سودان مجاز شمرده شده‌است، اما عربستان سعودی تنها کشوری است که در آن خطاکاران به این روش اعدام می‌گردند.
همچنین برخی گروه‌های تروریستی مثل القاعده و داعش، سازمان‌های جهادی سلفی و کارتل‌های مواد مخدر مکزیک از سربریدن به عنوان روشی برای اعدام و ارعاب دشمنان‌شان استفاده می‌کنند.